# Марио и волшебник
«Марио и волшебник» или «Марио и фокусник» (нем. Mario und der Zauberer) — новелла немецкого писателя Томаса Манна, опубликованная в 1930 году.

## Сюжет
Новелла автобиографична: в основу сюжета легли события, которые произошли с Манном и его семьёй в 1926 году на итальянском курорте. В центре повествования конфликт между уродливым иллюзионистом Чиполлой и молодым и красивым официантом Марио. Чиполла гипнотизирует Марио и выдаёт себя за его невесту, а тот, очнувшись, убивает иллюзиониста, чтобы восстановить справедливость.

## Восприятие
«Марио и волшебник» считаются одной из лучших новелл Томаса Манна, образцом его стиля. Здесь писатель использует множество изобретённых им слов, которые в дальнейшем обогатили немецкий язык.